# Karol Petroš
Karol Petroš (4. srpna 1931, Vratimov – 5. ledna 2013, Stará Ľubovňa) byl československý fotbalista, útočník.

## Fotbalová kariéra
Byl nejlepším střelcem 1. ligy v ročníku 1962/63 s 19 góly. Během své ligové kariéry hrál za Tatran Prešov v letech 1954–1964 v 247 utkáních a dal 67 gólů. Jediný start zaznamenal v dresu B-týmu Československa 8. června 1955 v Lucembursku, kde s A-týmem Lucemburska remizovali 2:2.

## Ligová bilance
| Ročník                                   | Zápasy | Góly | Klub          |
| ---------------------------------------- | ------ | ---- | ------------- |
| Přebor československé republiky 1954     | -      | 6    | Tatran Prešov |
| Přebor československé republiky 1955     | -      | 7    | Tatran Prešov |
| 1. československá fotbalová liga 1956    | -      | 8    | Tatran Prešov |
| 1. československá fotbalová liga 1957/58 | -      | 4    | Tatran Prešov |
| 1. československá fotbalová liga 1958/59 | -      | 1    | Tatran Prešov |
| 1. československá fotbalová liga 1959/60 | -      | 0    | Tatran Prešov |
| 1. československá fotbalová liga 1960/61 | -      | 3    | Tatran Prešov |
| 1. československá fotbalová liga 1961/62 | -      | 13   | Tatran Prešov |
| 1. československá fotbalová liga 1962/63 | -      | 19   | Tatran Prešov |
| 1. československá fotbalová liga 1963/64 | -      | 2    | Tatran Prešov |
| 1. československá fotbalová liga 1964/65 | -      | 2    | Tatran Prešov |
| 1. československá fotbalová liga 1965/66 | -      | 0    | Tatran Prešov |
| CELKEM 1. liga                           | 247    | 67   |               |

## Trenérská kariéra
Po skončení hráčské kariéry žil ve Staré Ľubovni a vystudoval trenérskou II. třídu. Jako trenér působil až do roku 1994.